# Miss Brown to You
Miss Brown to You – piosenka skomponowana przez Richarda A. Whitinga i Ralpha Raingera ze słowami Leo Robina. Pierwszy raz wykonała ją amerykańska piosenkarka jazzowa Billie Holiday w 1935 roku. Akompaniował jej Teddy Wilson wraz z orkiestrą.